# Tell Safouk
Tell Safouk (tiếng Ả Rập: تل صفوك) là một thị trấn ở phía nam tỉnh al-Hasakah, đông bắc Syria.
Về mặt hành chính, ngôi làng thuộc về Nahiya Markada của quận al-Hasakah. Tại cuộc điều tra dân số năm 2004, nó có dân số 5.781.